# Mallocampa jaensis
Mallocampa jaensis is een vlinder uit de familie spinners (Lasiocampidae). De wetenschappelijke naam van deze soort is voor het eerst geldig gepubliceerd in 1927 door Bethune-Baker.
De soort komt voor in tropisch Afrika.